# Jogidaha
Jogidaha (nep. जोगीदह) – gaun wikas samiti we wschodniej części Nepalu w strefie Sagarmatha w dystrykcie Udayapur. Według nepalskiego spisu powszechnego z 2001 roku liczył on 1088 gospodarstw domowych i 5876 mieszkańców (2996 kobiet i 2880 mężczyzn).